# Cmentarz wojenny nr 17 – Osobnica
Cmentarz wojenny nr 17 – Osobnica – cmentarz z I wojny światowej znajdujący się w gminie Jasło we wsi Osobnica, zaprojektowany przez Johanna Jägera.  Jeden z ponad 400 zachodniogalicyjskich cmentarzy wojennych zbudowanych przez Oddział Grobów Wojennych C. i K. Komendantury Wojskowej w Krakowie. Należy do II Okręgu Cmentarnego Jasło.

## Opis
Obiekt znajduje się na skraju wsi, przy drodze do Dębowca. Ma kształt prostokąta o powierzchni 214 m². Elementem centralnym jest usytuowana na osi murowana kapliczka z półkolistą apsydą i dwuspadowym dachem niewiadomego pochodzenia.
Na cmentarzu pochowano w 7 grobach pojedynczych i 11 mogiłach zbiorowych 161 żołnierzy:
- 77 niemieckich
- 1 żołnierz austro-węgierski
- 83 rosyjskich

poległych 5 maja 1915 w czasie ataku na pozycje rosyjskie w walkach o Osobnicę.
Brak wykazu poległych oraz ich przynależności do jednostek wojskowych. Jednak można przypuszczać, że polegli pochodzili z tych samych jednostek co pochowani na cmentarzu wojennym nr 16. Cmentarz remontowany w 2011.
Cmentarz jest obiektem Szlaku Frontu Wschodniego I Wojny Światowej na obszarze województwa podkarpackiego.

## Galeria

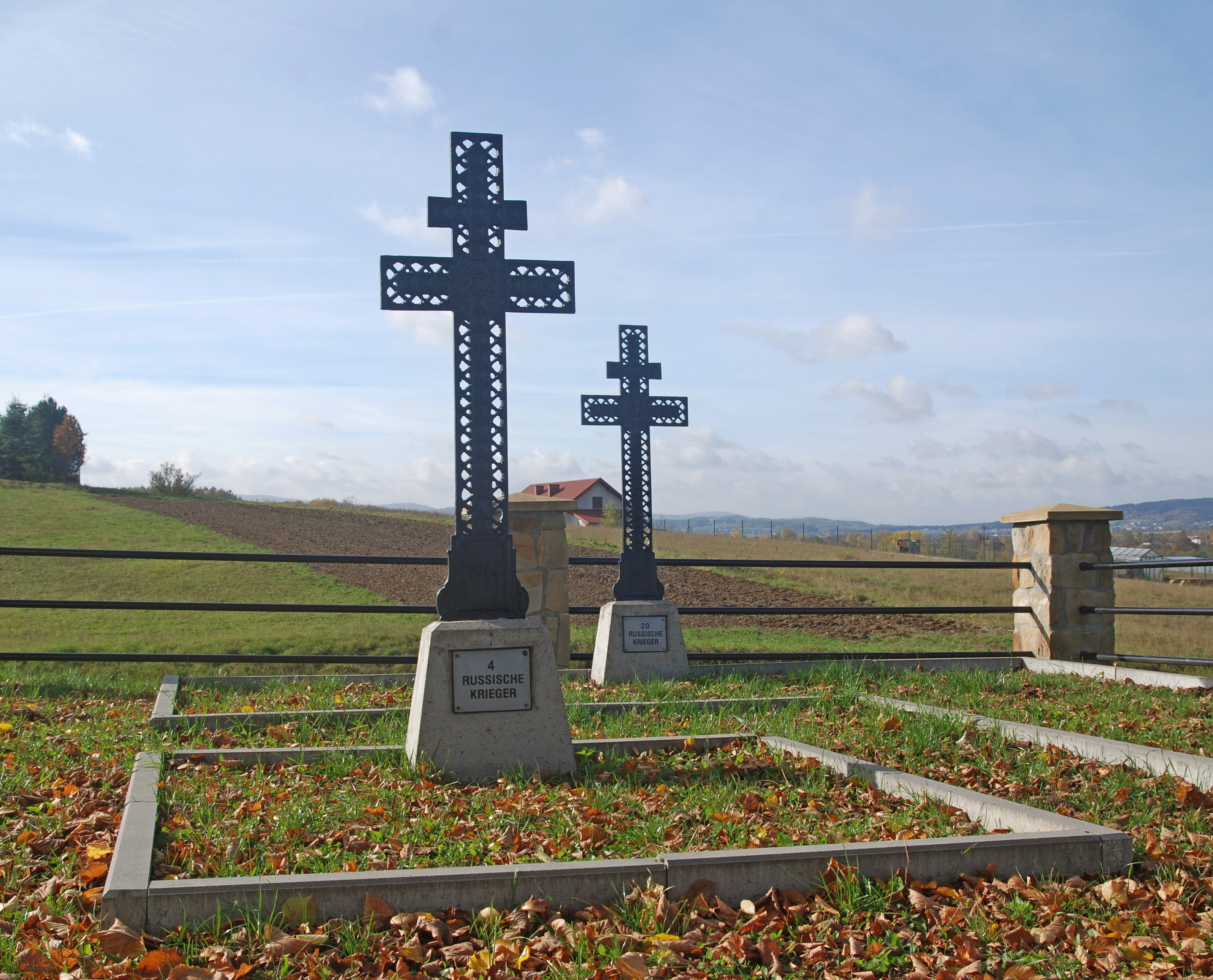
Rosyjskie krzyże Ludwiga na mogiłach zbiorowych
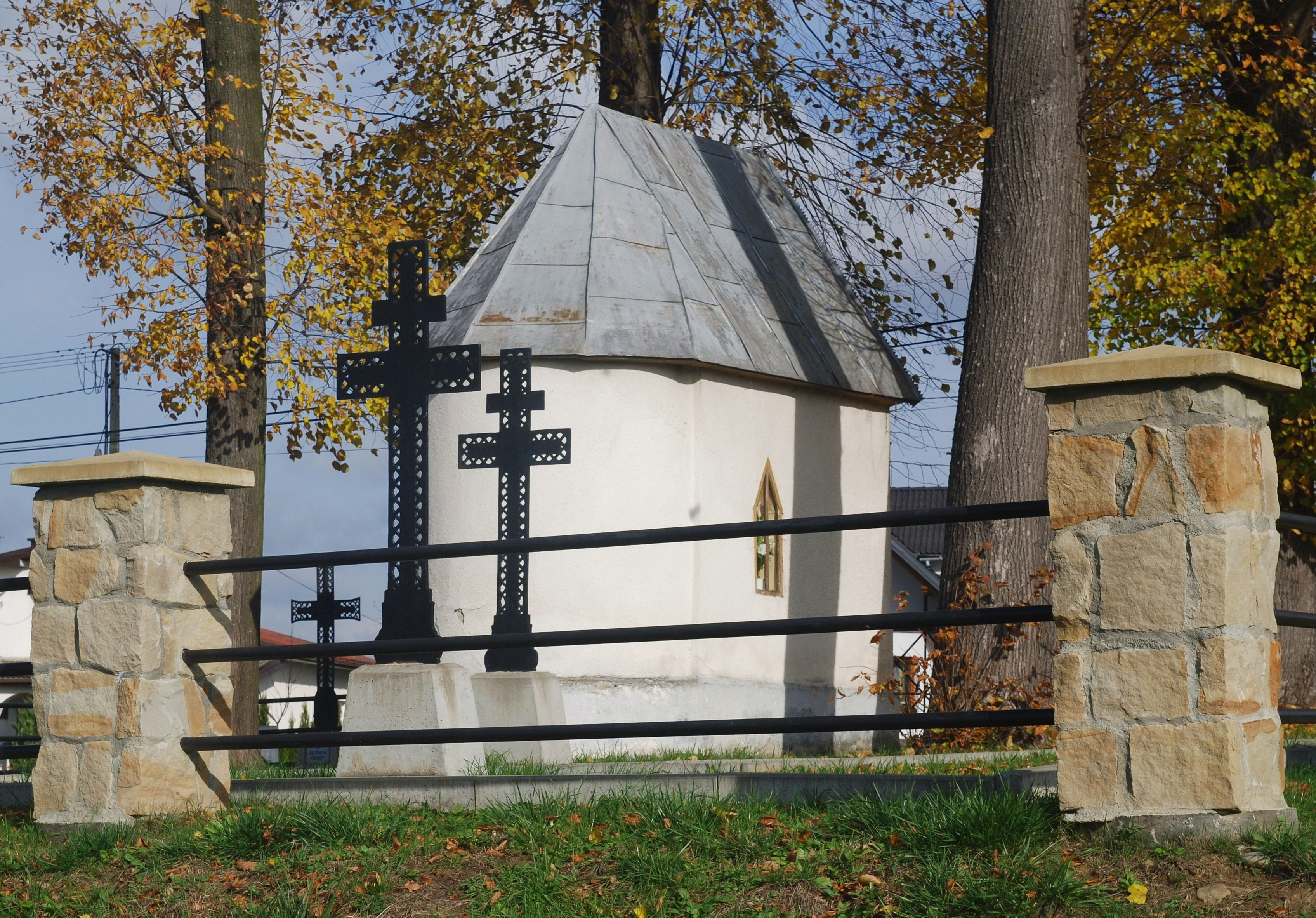
Kaplica, element centralny cmentarza
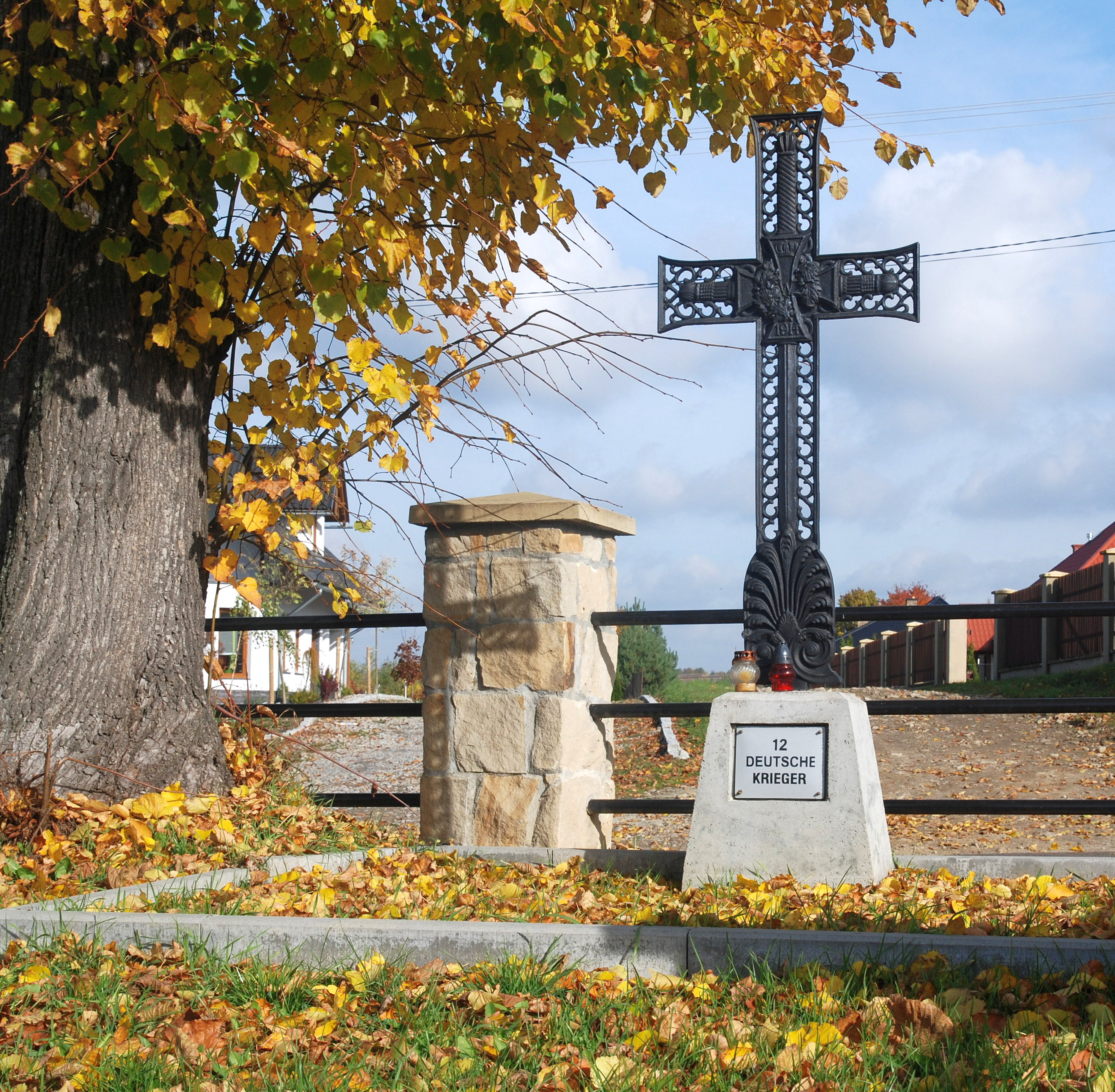
Niemiecki krzyż Ludwiga